# Röhss Múzeum
A Röhss Múzeum (svéd nyelven Röhsska museet, korábban Röhsska konstslöjdsmuseet, azaz Röhss Iparművészeti Múzeum) Göteborg egyik legjelentősebb múzeuma. A 2010-es években fő gyűjtési köre a modern iparművészet, formatervezés és divat.

## Története
1901-ben adományozott ifj. Wilhelm Röhss göteborgi nagytőkés és mecénás 250 000 koronát egy iparművészeti múzeum épületére Göteborg városa javára. Testvére, August később 180 000 koronát adott a gyűjtemények beszerzésére.
További adományok nyomán 1904-ben hivatalosan megalapították a múzeumot, és Carl Westman tervei alapján 1910-ben megindult az építkezés. Az avatásra 1916-ban kerülhetett sor.
A múzeum első kurátora (igazgatója) Axel Nilsson volt, aki részt vett annak létrehozásában is. Későbbi igazgatói Gustaf Munthe (1924-től), Göran Axel-Nilsson (1946-tól), Jan Brunius (1972-től), Christian Axel-Nilsson (1986-tól), Helena Dahlbäck Lutteman (1996-tól), Lasse Brunnström (1998-tól), Elsebeth Welander-Berggren (2000-től) és Ted Hesselbom (2007-től) voltak. 2013 januárjában Tom Hedqvist vette át az intézmény vezetését.

## Gyűjteményei
A múzeumnak 20 körüli kiállítóterme van. A saját gyűjteményein kívül gyakran rendeznek kiállításokat kölcsönzött anyagokból is. A modern iparművészet mellett középkori és reneszánsz anyagokat is bemutatnak. Állandó kiállításai között kínai és japán iparművészeti gyűjtemények is szerepelnek.
A Röhsska és a göteborgi régészeti múzeum 1973 tavaszán, a berlini állami múzeumokkal együttműködve, közösen mutatta be az addig legnagyobb egyiptomi művészeti anyagot Svédországban, Istenek és emberek a Nílus mentén címmel.

## Magyar kiállítás

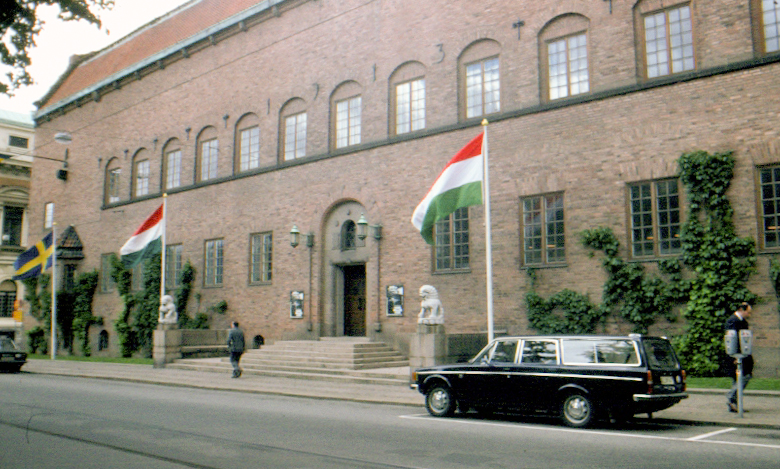
A Röhsska magyar zászlódíszben a Nemzeti Múzeum 1975-ös vendégkiállítása alkalmából

1975-ben ez a múzeum adott helyet a Magyar Nemzeti Múzeum Hunok–germánok–avarok című kiállításának, amit Bóna István vezetésével hoztak létre és mutattak be több országban. A göteborgi kiállítást Molnár Sándor svédországi magyar kultúrattasé nyitotta meg.

## Design-díj
1994 óta a Röhss Múzeum adja át évente a Torsten és Wanja Söderbergről elnevezett díjat az északi országok iparművészete, formatervezése és divatirányzatai legkiemelkedőbbnek ítélt alkotójának. A díjjal egy millió svéd korona jár.